# Okfuskee County
Okfuskee County är ett administrativt område i delstaten Oklahoma, USA, med 12 191 invånare. Den administrativa huvudorten (county seat) är Okemah.

## Geografi
Enligt United States Census Bureau har countyt en total area på 1 629 km². 1 618 km² av den arean är land och 11 km² är vatten.

### Angränsande countyn
- Creek County - nord
- Okmulgee County - öst
- McIntosh County - sydost
- Hughes County - syd
- Seminole County & Pottawatomie County - sydväst
- Lincoln County - väst